# Gustave Delahante
Gustave Delahante (* 16. November 1816 in Mâcon; † 2. April 1905 in Versailles) war ein französischer Ingenieur und Eisenbahnunternehmer.

## Leben
Delahante war Sohn des Bankiers Adrien Delahante (1788–1854), Bruder des Bankiers Adrien Delahante (1815–1884) und verwandt mit dem Philosophen und Sozialisten Barthélemy Prosper Enfantin.
Mit Unterstützung des Bankiers François Bartholoni trat  Delahante 1838 in die gerade gegründete Compagnie du Chemin de fer de Paris à Orléans ein, in der er Verwalter wurde, Vize-Direktor 1841 und schließlich Direktor 1845–1847. 1844 gründete er zusammen mit vier anderen Eisenbahndirektoren in Frankreich die Eisenbahnkonferenz. 1845 trat er in den Verwaltungsrat der Compagnie des mines de la Loire ein, deren Direktor er 1853 wurde. Unter dem Einfluss des Saint-Simonismus organisierte er einen zentralen Rettungsdienst für die Bergwerke und einen kostenlosen Gesundheitsdienst.
Delahante beteiligte sich an verschiedenen Finanzaktionen, und er kam in engeren Kontakt mit Charles de Morny von der Société Générale du Crédit Mobilier. Er war Großaktionär und Aufsichtsratsmitglied der 1853 gegründeten Compagnie du chemin de fer Grand-Central de France. Auch organisierte er 1853 die Fusion der Compagnie du chemin de fer de Saint-Étienne à Lyon, der Compagnie du chemin de fer de Saint-Étienne à la Loire und der Compagnie du chemin de fer de la Loire zur Compagnie des chemins de fer de jonction du Rhône à la Loire. Zusammen mit Morny und mit Unterstützung der Rothschilds in Spanien beteiligte er sich an mehreren Eisenbahn-Konzessionen in Spanien. Auch erwarben sie ein Hüttenwerk und ein Bergwerk in der Dordogne. 1855 gründete Delahante zusammen mit Leopolde Lehon und Lacroix Saint-Pierre die Compagnie lyonnaise d'Omnibus, um ein Pferde-Omnibus-Verkehrssystem in Lyon und Umgebung zu betreiben. 1856 wurde er ihr Geschäftsführer.
Delahante beteiligte sich am Eisenbahnbau im Piemont und in Süditalien. Mit anderen gründete er den Credito Italiano, zu deren Hauptaktionären er gehörte. 1859 war er einer der Gründer des Crédit Industriel et Commercial, und auch später beteiligte er sich an weiteren Gesellschaften. Sein großes Vermögen vergrößerte er auch durch Immobiliengeschäfte im Seebad Deauville, und er erwarb die Villa Rosebery in Neapel, die er bis 1897 behielt. Er erwarb 1866 das Gemälde 1814, La Campagne de France von Ernest Meissonier und verkaufte es 1890 mit hohem Gewinn. Er trat 1880 in den Verwaltungsrat der Druckerei Chaix ein und war deren Präsident 1888–1892.
Delahante war 1850–1855 Bürgermeister der Gemeinde Villars.
Delahante war Schwiegersohn des Konteradmirals Graf René Armand Le Vasseur de Villeblanche und Schwiegervater des Politikers Marie-Joseph-Mélite Roullet de La Bouillerie.